# バトゥミ・スタジアム
バトゥミ・スタジアム（Batumi Stadium）は、ジョージア・バトゥミにあるスタジアム。2021年3月25日、国内のスポーツベッティング会社であるAdjarabet社がスタジアムの命名権を獲得し、アジャラベット・アレナ（Adjarabet Arena）と命名された。

## 概要
2018年1月に着工し、わずか2年半後の2020年10月27日、ギオルギ・ガハリア首相出席の下無観客で落成式が開催され、11月1日のFCディナモ・バトゥミ対FCディラ・ゴリ戦がこけら落としとなった。
2018年12月、ルーマニアとの共催するUEFA U-21欧州選手権2023の大会会場の一つに選出された。
2020年の開場以来FCディナモ・バトゥミのホームスタジアムとして使用されており、サッカージョージア代表の国際Aマッチも開催される。
2021年5月7日にはピッチの芝が天然芝からハイブリッド芝へと張り替えられた。

## 開催された主なイベント

### サッカー
- 国際Aマッチ

| 日付           | ホームチーム | 結果 | アウェーチーム | ラウンド                    |
| -------------- | ------------ | ---- | -------------- | --------------------------- |
| 2021年9月2日   | ジョージア   | 0-1  | コソボ         | 2022 FIFAワールドカップ予選 |
| 2021年10月9日  | ジョージア   | 0-2  | ギリシャ       | 2022 FIFAワールドカップ予選 |
| 2021年11月11日 | ジョージア   | 2-0  | スウェーデン   | 2022 FIFAワールドカップ予選 |
| 2023年3月28日  | ジョージア   | 1-1  | ノルウェー     | UEFA EURO 2024予選          |

## ギャラリー

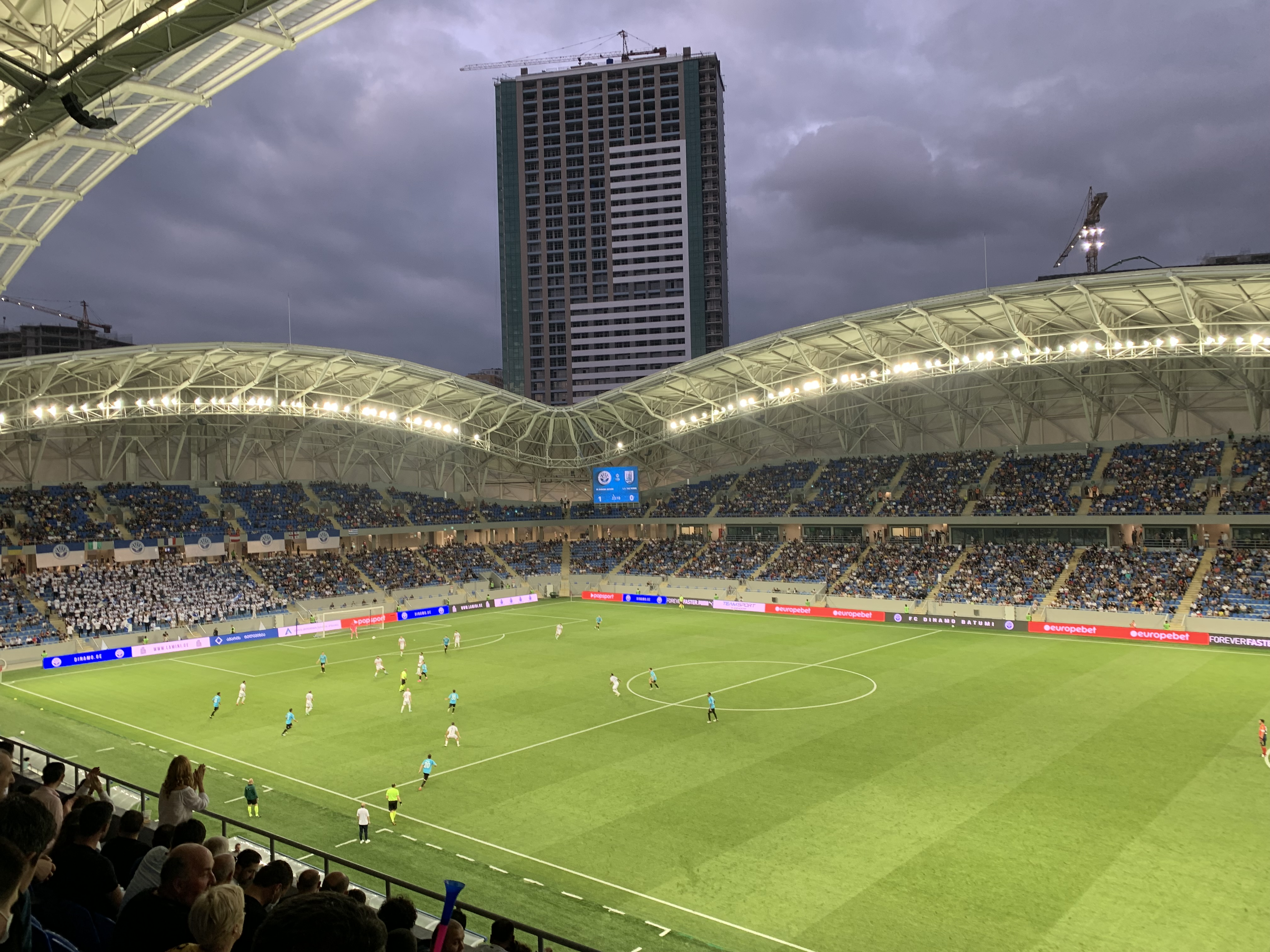
内観1
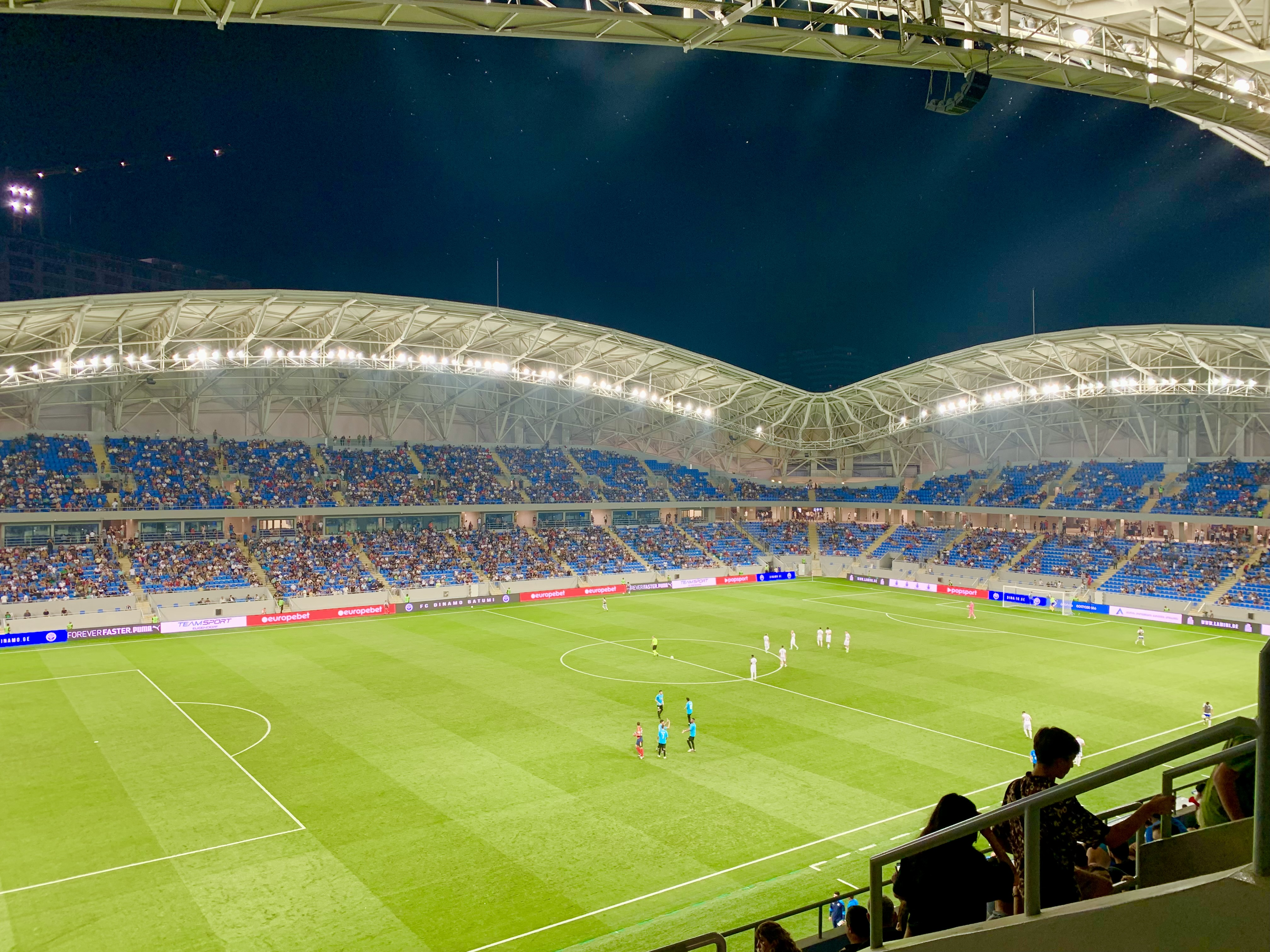
内観2